# Белостенный, Александр Михайлович
Алекса́ндр Миха́йлович Белосте́нный (24 февраля 1959, Одесса, Украинская ССР — 24 мая 2010, Трир, Германия) — советский баскетболист, олимпийский чемпион, чемпион мира, трёхкратный чемпион Европы. Центровой. Рост — 214 см. Размер ноги — 51-й.
Знаменит тем, что ему присваивали трижды звание заслуженный мастер спорта СССР (два раза лишался его) и каждый раз заново (а не восстанавливали в звании). Заслуженный мастер спорта СССР (1988).

## Биография
Начинал играть в Одессе, первый тренер — Валентин Дмитриевич Сосин. Потом недолгое время был в ленинградском спортинтернате (ныне СПбКОР № 1), откуда уехал из-за разногласий с Владимиром Кондрашиным. Также тренировался у Анатолия Штейнбока.
Большую часть карьеры провёл в киевском «Будивельнике», где играл под руководством Бориса Вдовиченко. После долгой карьеры в СССР уехал в Испанию по годовому контракту, где выиграл с командой КАИ Кубок и занял 4-е место в чемпионате Испании.
В Германии оказался по просьбе жены, которой понравилась страна во время недолгого пребывания во Франкфуртe-на-Майне по пути из Сарагосы в Киев. В результате агент подыскал Белостенному контракт в клубе бундеслиги ТФГ (Трир). В 1991 году ТФГ только вышел в высшую лигу и в первый сезон вместе с Белостенным занял 4-е место. Как признавался сам Белостенный, набрать 30 очков и сделать 13-14 подборов было для него не проблемой.
Среди партнёров имел прозвище «Белый» (в Германии — «Бели»).
В последние годы жизни был владельцем ресторана Ratskeller на 400 мест в Трире, Германия.
Умер 24 мая 2010 года от рака лёгкого. Похоронен в Трире на Старинном кладбище.

## Семья
Отец — водитель, мать — продавец в магазине. Старший брат Владимир. Жена Лариса, сын Михаил. Тесть — бронзовый призёр олимпийских игр, борец-вольник Михаил Шахов.

## Достижения
- Олимпийский чемпион: 1988.
- Чемпион мира: 1982.
- Чемпион Европы: 1979, 1981, 1985.
- Серебряный призёр чемпионата мира: 1978, 1986, 1990.
- Серебряный призёр чемпионата Европы: 1977.
- Бронзовый призёр Олимпийских игр: 1980.
- Бронзовый призёр чемпионата Европы: 1983, 1989.
- Чемпион Европы среди юношей (U-16): 1975.
- Чемпион Европы среди юниоров (U-18): 1978.
- Серебряный призёр чемпионата Европы среди юниоров (U-18): 1976.
- Обладатель Межконтинентального кубка для сборных команд: 1977, 1979.
- Чемпион Универсиады: 1985.
- Серебряный призёр Универсиады: 1981.
- Победитель международных соревнований «Дружба-84».
- Чемпион СССР: 1980, 1989.
- Серебряный призёр чемпионата СССР: 1977, 1979, 1981, 1982.
- Бронзовый призёр чемпионата СССР: 1983, 1984, 1988.
- Обладатель Кубка Испании: 1990.
- Чемпион Спартакиады народов СССР: 1983.
- Серебряный призёр Спартакиады народов СССР: 1979.
- Орден «За заслуги» ІІІ ст. (2002)[5].

## Память
- В 2011 году в Одессе открылась «Одесская баскетбольная школа им. А.Белостенного»[6].